# ウェズリー・ボーリン
ハービー・ウェズリー・ボーリン（Harvey Wesley Bolin、1909年7月1日 - 1978年3月4日）は、アメリカ合衆国の政治家である。1977年10月20日に第15代アリゾナ州知事に就任したが、その4か月後の1978年3月4日に在任のまま死去した。この就任期間は、同州の歴代の知事の中で最短である。州知事就任までは、1949年から28年間にわたり州務長官を務めたが、これは同州の歴代の州務長官で最長である。

## 生涯

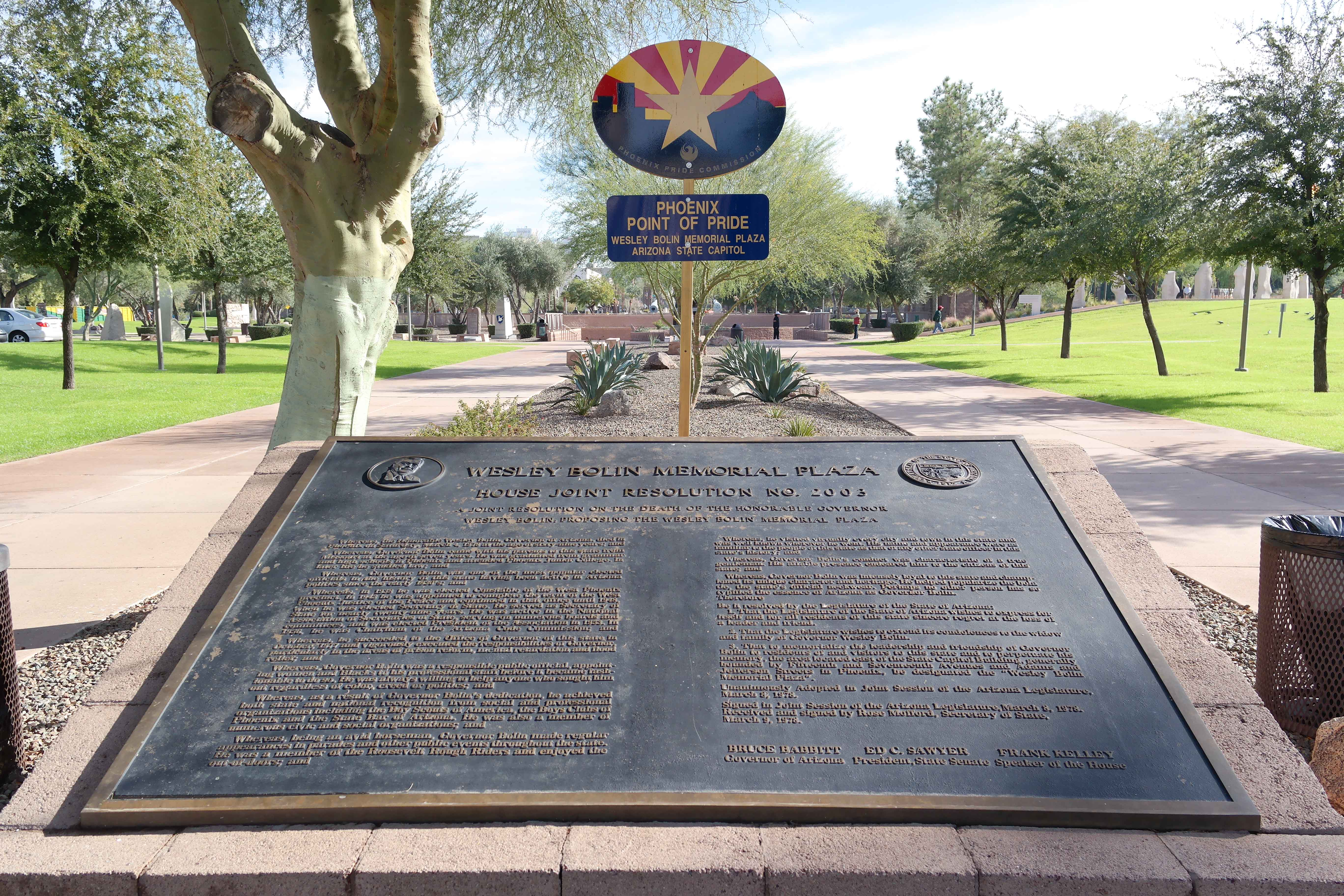
ウェズリー・ボーリン記念広場

ボーリンは1909年7月1日にミズーリ州バトラー近郊の農場でドク・ストローサー・ボーリン（Doc Strother Bolin、1878年-1946年）とマーガレット・ボーリン（Margaret Bolin、旧姓コムズ(Combs)、1885年-1966年）の子として生まれた。ボーリンが6歳の時に一家はアリゾナ州に移り、ボーリンはアリゾナ州フェニックスで育った。地元のフェニックス・カレッジを卒業後、ドライクリーニング店を開き、ラ・サール・エクステンション大学で法学学士号(LL.B.)を取得した。
民主党に所属し、1938年に西フェニックス管区支部長に選出された。1943年から1948年まで西フェニックス管区の治安判事を務めた。その間に、アリゾナ州治安判事協会を共同で設立した。
1948年にアリゾナ州州務長官に選出され、それから1977年までの28年余り（10,518日）に渡り同職を務め、アリゾナ州史上最も長く州務長官を務めた人物となった。1950年から1968年までは2年ごとに再選され、州務長官の任期が4年になってからは1970年と1974年に再選された。1974年の選挙では僅差で当選した。
1977年10月、州知事のラウル・H・カストロがジミー・カーター大統領により在アルゼンチン大使に任命されたのに伴い、州知事を辞任した。アリゾナ州は副知事を置いていないため、州憲法に従い継承順位1位の州務長官であるボーリンが州知事に昇格した。アリゾナ州で州務長官が知事に昇格したのは、第8代のダン・エドワード・ガーヴィーに次いで2人目だった。後任の州務長官にはローズ・モフォードが就任した。1977年、アリゾナ州弁護士会は、ボーリンに対し「法の番人」としての責務を讃えて初のリバティ・ベル賞を授与した。
知事就任の4か月後の1978年3月4日、ボーリンは心臓発作により自宅で死去した。遺体は火葬され、遺灰は州内の14の郡に埋葬された。
ボーリンの死去に伴い、州司法長官のブルース・バビットが州知事に昇格した。州務長官のモフォードは、選挙で選ばれていなかったため、知事昇格の資格がなかった。
アリゾナ州フェニックスの州議事堂近くには、ボーリンを記念したウェズリー・ボーリン記念広場が設置された。この地は、フェニックス・ポイント・オブ・プライドに指定されている。